# Vancouver Giants
Die Vancouver Giants sind ein kanadisches Eishockeyteam in Vancouver, Kanada, das in der Juniorenliga WHL spielt. 2007 gewannen die Giants den Memorial Cup und damit die weltweit wichtigste Trophäe im Junioreneishockey. Seine Heimspiele trägt das Franchise im Pacific Coliseum aus, dem zweitgrößten Stadion der gesamten WHL.
Zu den Teambesitzern gehören Ron Toigo, Hockey-Hall-of-Fame-Mitglied Gordie Howe und Pat Quinn, ein ehemaliger Trainer und General Manager aus der National Hockey League. Seit Dezember 2008 ist der kanadische Sänger Michael Bublé Mitbesitzer des Teams.

## Geschichte

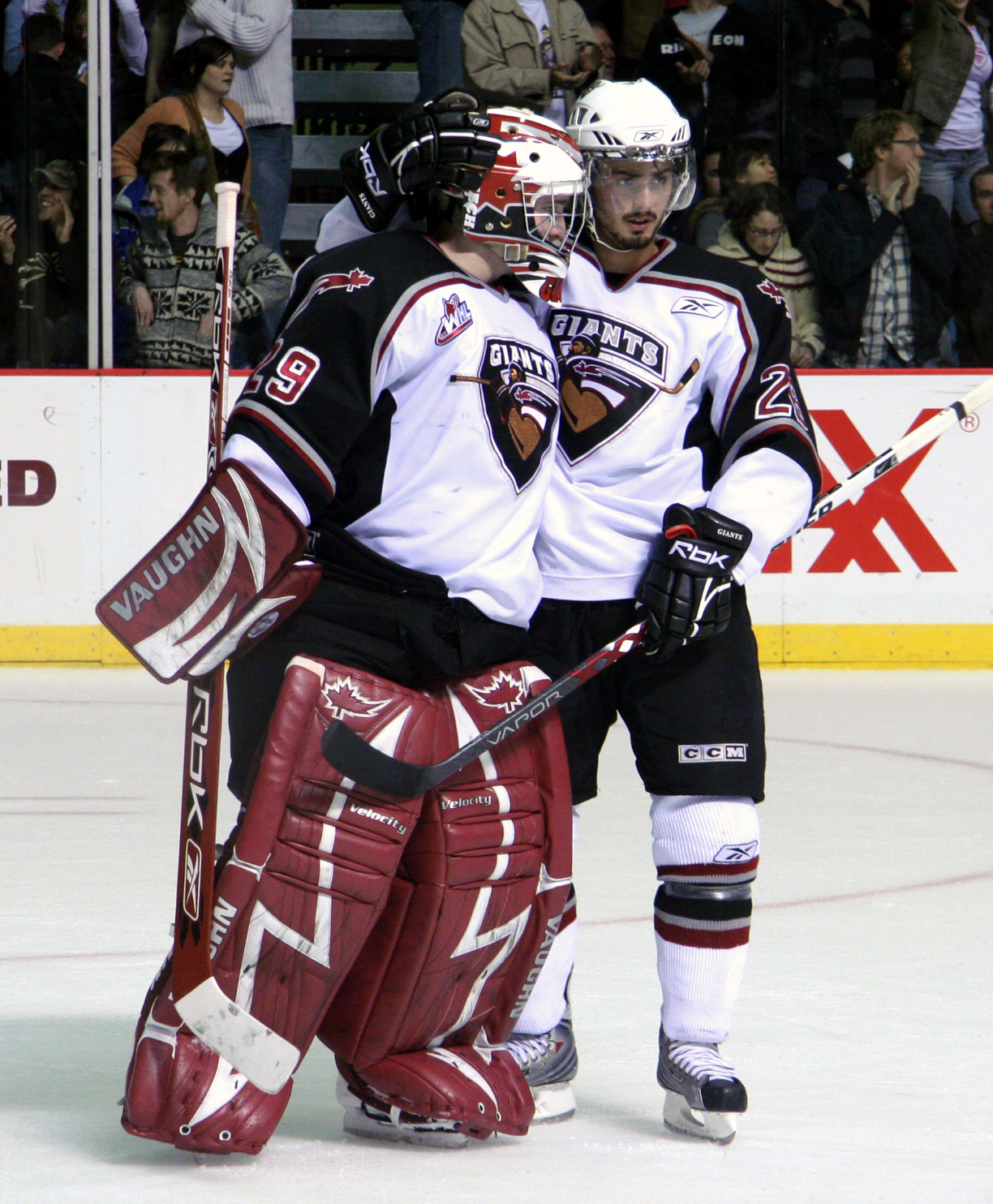
Spieler der Giants in den Play-offs 2007

In der Saison 2001/02 nahm das Team den Spielbetrieb auf, die erste Saison der Giants verlief jedoch insgesamt äußerst erfolglos, 49 Niederlagen standen lediglich 13 Siege und sechs Unentschieden gegenüber. Schon 2003 jedoch erreichte das Team aus Vancouver zum ersten Mal die Play-offs, dort scheiterte man dann allerdings in der ersten Runde an den Kelowna Rockets. 2004 wurden die Play-offs erneut erreicht, nachdem man die Kamloops Blazers in der ersten Runde besiegt hatte, verlor man jedoch in der zweiten Runde gegen die Everett Silvertips.
Trotz der mäßigen Erfolge in der folgenden Saison entwickelten sich die Giants schnell zu einem in der Region äußerst populären Team, das teilweise über 16.000 Fans ins heimische Stadion lockte. In der Saison 2005/06 spielten die Giants die beste Vorrunde ihrer Vereinsgeschichte, in den Playoffs erreichte man nach Siegen über die Prince George Cougars, die Portland Winter Hawks sowie die Everett Silvertips das Finale um den President's Cup, die Meisterschaft der WHL, das schließlich gegen die Moose Jaw Warriors gewonnen wurde. Zudem wurde Stürmer Gilbert Brulé zum Most Valuable Player der Play-offs gewählt.
In der Finalserie um den Memorial Cup 2006, die Meisterschaft der Dachorganisation CHL, die jährlich zwischen den Meistern der drei kanadischen Top-Juniorenligen WHL, OHL und QMJHL ausgespielt wird, erreichten die Giants das Halbfinale, verloren dann jedoch gegen die Moose Jaw Warriors.
Zwar scheiterten die Vancouver Giants im WHL-Finale 2007 an den Medicine Hat Tigers, als Gastgeber nahm man jedoch am Memorial Cup 2007 teil, den man schließlich nach einem 3:1 über die Tigers gewinnen konnte.

## Spielzeiten
| Saison  | SP | S  | N  | U | ON | P   | GF  | GA  | Platzierung      | Play-offs                            |
| ------- | -- | -- | -- | - | -- | --- | --- | --- | ---------------- | ------------------------------------ |
| 2001/02 | 72 | 13 | 49 | 6 | 4  | 198 | 365 | 36  | 5. B.C. Division | nicht qualifiziert                   |
| 2002/03 | 72 | 26 | 37 | 5 | 4  | 217 | 292 | 61  | 4. B.C. Division | Conference-Viertelfinale             |
| 2003/04 | 72 | 33 | 24 | 9 | 6  | 215 | 196 | 81  | 2. B.C. Division | Conference-Halbfinale                |
| 2004/05 | 72 | 34 | 30 | 4 | 4  | 212 | 205 | 76  | 3. B.C. Division | Conference-Viertelfinale             |
| 2005/06 | 72 | 47 | 19 | 0 | 6  | 252 | 156 | 100 | 1. B.C. Division | Meister WHL                          |
| 2006/07 | 72 | 45 | 17 | 3 | 7  | 245 | 143 | 100 | 1. B.C. Division | Vizemeister WHL, Sieger Memorial Cup |
| 2007/08 | 72 | 49 | 15 | 2 | 6  | 250 | 155 | 106 | 1. B.C. Division | Conference-Halbfinale                |
| 2008/09 | 72 | 57 | 10 | 2 | 3  | 319 | 151 | 119 | 1. B.C. Division | Conference-Finale                    |
| 2009/10 | 72 | 41 | 25 | 3 | 3  | 267 | 211 | 88  | 1. B.C. Division | Conference-Finale                    |
| 2010/11 | 72 | 35 | 32 | 1 | 4  | 236 | 251 | 75  | 2. B.C. Division | Conference-Viertelfinale             |
| 2011/12 | 72 | 40 | 26 | 2 | 4  | 255 | 234 | 86  | 2. B.C. Division | Conference-Viertelfinale             |
| 2012/13 | 72 | 21 | 49 | 0 | 2  | 197 | 299 | 44  | 5. B.C. Division | nicht qualifiziert                   |
| 2013/14 | 72 | 32 | 29 | 4 | 7  | 234 | 248 | 75  | 3. B.C. Division | Conference-Viertelfinale             |

## Ehemalige Spieler
Folgende Spieler, die für die Vancouver Giants aktiv waren, spielten im Laufe ihrer Karriere in der National Hockey League oder in der Deutschen Eishockey Liga:
- Mark Ardelan
- Chad Bassen
- Mário Bližňák
- Brett Breitkreuz
- Bowen Byram
- Gilbert Brulé
- Andreas Eder
- Brett Festerling
- Mark Fistric
- Cody Franson
- Brendan Gallagher
- Triston Grant
- Evander Kane
- Matt Kassian
- Brett Kulak
- Andrew Ladd
- Milan Lucic
- Spencer Machacek
- Matthew MacKay
- Jordan Martinook
- Bronson Maschmeyer
- Kenndal McArdle
- Andrej Meszároš
- Brendan Mikkelson
- Ty Morris
- T. J. Mulock
- Tyson Mulock
- Michal Řepík
- Nick Ross
- Marek Schwarz
- Nick Tarnasky
- James Wright

## Team-Rekorde

### Karriererekorde
Spiele: 310  Neil Manning
Tore: 136  Brendan Gallagher
Assists: 155  Jonathon Blum
Punkte: 280  Brendan Gallagher
Strafminuten: 713  Triston Grant